# Кери Уилкинсън
Кери Уилкинсън (на английски: Kerry Wilkinson) е английски спортен журналист и писател на бестселъри в жанра трилър, криминален роман и фентъзи.

## Биография и творчество
Кери Уилкинсън е роден на 4 ноември 1980 г. в Бат, Съмърсет, Англия. Завършва колеж във Фрум и журналистика в Университета на Централен Ланкашър. След дипломирането си работи като спортен журналист за национална медийна компания. Започва да пише в свободното си време само година преди първата публикация.
Първият си криминален трилър „Locked In“ (Заключен в) от поредицата „Джесика Даниъл“ публикува самостоятелно през 2011 г. в електронния магазин на британското подразделение на „Kindle Store“. Главната героиня, начинаещият сержант детектив Джесика Даниъл, е силна жена, която трябва да разреши заплетен случай на убийство в Манчестър, макар да няма нужната техника, и да трябва да се справя с печен адвокат и по-осведомен от нея разследващ журналист. Романът, заедно със следващия от поредицата, „Наказателен патрул“, стават бестселъри и в последното тримесечие на годината „Amazon UK“ обявява Кери Уилкинсън за най-продавания автор на е-книги.
През февруари 2012 г. подписва договор с „Pan Books“ за публикуването на криминалната му поредица, която става международен бестселър.
Кери Уилкинсън живее със семейството си в Престън, Ланкашър.

## Произведения

### Самостоятелни романи
- Watched (2013)
- Down Among the Dead Men (2015)
- No Place Like Home (2016)

### Серия „Джесика Даниъл“ (Jessica Daniel)
1. Locked In (2011)
2. Vigilante (2011)
Наказателен патрул, изд.: ИК „Ера“, София (2013), прев. Юлия Чернева
3. The Woman In Black (2013)
Жената в черно, изд.: ИК „Ера“, София (2014), прев.
4. Think of the Children (2013)
5. Playing With Fire (2013)
6. Thicker than Water (2013)
7. Behind Closed Doors (2014)
8. As If By Magic (2012)
9. April (2016)

#### Серия „Джесика Даниел 2“ (Jessica Daniel Season Two)
1. Crossing the Line (2014)
2. Scarred for Life (2015)
3. For Richer, For Poorer (2016)

### Серия „Силвър Блакторн“ (Silver Blackthorn)
1. Reckoning (2014)
2. Renegade (2015)
3. Resurgence (2016)

### Серия „Андрю Хънтър“ (Andrew Hunter)
1. Something Wicked (2014)
2. Something Hidden (2016)

### Новели
- January (2015)
- February (2016
- March (2016)